# Chakhansur (huyện)
Chakhansur là một huyện thuộc tỉnh Nimruz, Afghanistan. Dân số thời điểm năm 1999 là 28,595 người.